# Clepsydra Geyser
Clepsydra Geyser est un geyser de type « cône » situé dans le Lower Geyser Basin dans le parc national de Yellowstone aux États-Unis.
Il entre en éruption quasiment en permanence et atteint une hauteur de 14 m. Il a été nommé par T. B. Comstock au cours de l'expédition du capitaine Jones de 1878. Le nom « clepsydre » est dérivé du mot grec signifiant horloge à eau. Avant le tremblement de terre de Hebgen Lake de 1959 (en), il entrait en éruption régulièrement toutes les 3 minutes.